# Astyanax guaporensis
Astyanax guaporensis är en fiskart som beskrevs av Eigenmann, 1911. Astyanax guaporensis ingår i släktet Astyanax och familjen Characidae. IUCN kategoriserar arten globalt som livskraftig. Inga underarter finns listade.